# 裴營
裴營（1929年9月—），原越南共和國軍高級步兵軍官，上校軍銜。

## 生平

### 早年經歷
裴營1929年9月出生於越南中部廣平省麗水縣的春和村的一個儒教中農家庭裏。他幼時在洞海上小學。升上中學時，他被家人送到順化就讀於順化國學校學習。1950年，他從高中畢業，獲得了半部分秀才文憑（第一部分）。

### 1975年後
1975年4月30日後，他被新政權送往監獄，直到1980年底他才獲釋。
從監獄被釋放後，他和家人被送往了東南部某省的一個新經濟區。
1981年中，他和兩個孩子乘船前往泰國的難民營，在那裡，他和孩子們申請在法國定居。然後，他爲其餘留在國內的家庭成員擔保，一起去法國團聚。